# Paternoster (Angeln)
Als Paternoster bezeichnet man ein Vorfach, an dem zusätzlich zum am Ende angebrachten Köder einige weitere an Seitenarmen befestigt sind, in aller Regel aber nicht mehr als fünf. Oft werden auch nur die Seitenarme beködert und am Ende des Paternosters wird ein Stück Blei zur Beschwerung befestigt, um in die erwünschten Gewässertiefen zu gelangen.
Zweck dieser Methode ist, durch gleichzeitiges Anbieten mehrerer Köder die Lockwirkung auf den Zielfisch zu erhöhen. 
Paternoster werden häufig entweder dann benutzt, wenn der Zielfisch in Schwärmen lebt, oder wenn sein Futterneid stimuliert werden soll. In diesem Fall wird dann z. B. ein großer Pilker ans Ende des Vorfachs gehängt und die Seitenarme werden mit kleineren Ködern bestückt. Der Pilker simuliert dann beim Hochziehen des Systems einen Fisch, der kleinere Fische jagt.
Bevorzugt wird diese Art des Angelns bei Zielfischen wie Hering, Makrele, Dorsch verwendet.